# Christian Fischer (Schauspieler)
Christian Fischer (* 1958 in der Steiermark) ist ein österreichischer Schauspieler.
Christian Fischer studierte zunächst in Wien Naturwissenschaften. Er absolvierte in den Jahren von 1978 bis 1980 die Schauspielschule Prof. Krauss in Wien. Seit 1978 stand er auf vielen Theaterbühnen und war in einigen erfolgreichen TV-Produktionen wie Die Wache, Praxis Bülowbogen und Verliebt in Berlin zu sehen. Vom 2. März 2009 bis zum 24. Februar 2010 war er als Horst Spilker in der ZDF-Telenovela Alisa – Folge deinem Herzen zu sehen. Diese Rolle war seine erste durchgehende Rolle in einer Fernsehserie. Zusammen mit dem Schauspieler und Regisseur Ralf Schlösser betreibt er das Theater achtermaerz in Berlin.
Christian Fischer lebt derzeit in Berlin.

## Hörspiele und Features
- 2004: Helmut Kopetzky: Affentheater in Epidauros – Verklungene Lautsphären – Regie:  Helmut Kopetzky (Feature - DLR Berlin)